# Mocajuba
Mocajuba é um município brasileiro do estado do Pará. Localiza-se a uma latitude 02º35'03" sul e a uma longitude 49º30'26" oeste, estando a uma altitude de 30 metros. Sua população em 2022 é de 27.198 habitantes.
Possui uma área de 871,171 km².
Mocajuba é cortada por um dos maiores rios brasileiros, o Rio Tocantins e no município ele chega a uma largura de mais de 4 km.

## Etimologia
Conforme o Dicionário de Tupi Antigo, o nome vem da língua tupi: "De mokaîe'yba, var. de palmeiras".

## Histórico
Em 1854, João Machado doou uma propriedade para que ali se instalasse a povoação do Maxi num belíssimo cabo na porção de terra firme da Margem direita do Rio Tocantins.
Encontraram os maxienses as condições para fazer progredir a Freguesia, que não passava de poucas casas e de uma capela, e em 10 de outubro fundou a Vila de Mocajuba, o menor território municipal no baixo Rio Tocantins. Mais de um século depois, Mocajuba tornou-se o maior produtor nacional de pimenta-do-reino e despontou como promissor município do Pará.
O Município de Mocajuba é o menor em dimensões geográficas na microrregião de Cametá, todavia, é um daqueles municípios em que a urbanização mais progrediu nos últimos anos, principalmente graças à riqueza obtida com o cultivo da pimenta-do-reino, cujos reflexos são possíveis se constatar.

### A colonização
A história de Mocajuba remonta a ocupação colonial na Amazônia Brasileira pelos portugueses.
Logo após a fundação da cidade de Belém, capital do Pará atualmente, os colonizadores portugueses, atraídos pelas riquezas da região do Rio Tocantins, onde localiza-se atualmente a sede da cidade e muitas de suas vilas, dominam a calha do Tocantins. Na realidade, o rio é o único acesso ao interior da região. É seguindo o rio que os colonizadores tomam posse das terras, dentro de uma lógica geopolítica que é operada dentro dos tratados internacionais da época.
Mas os militares portugueses não agiam sozinhos neste processo de conquista e expansão. Eles contam com forte participação da igreja católica Um contexto de muitas lutas entre portugueses, franceses e holandeses empenhados na conquista da Calha Amazônica. Este é um elemento determinante para a história local.
Na região hoje chamada "baixo tocantins", a cidade de Cametá, que é hoje cidade vizinha, têm especial relevância. De Cametá saíram varias expedições exploratórias, como a de Pedro Teixeira em 1673 com o Padre Antônio Vieira. Foi estabelecido o núcleo central de colonização regional, tendo como liderança o Frei Cristóvão de São José, religioso dos Padres Capuchos da Ordem de Santo Antônio. Ele inicia a conversão cultural dos índios Tupinambás na região, mas especificamente os Camutás. A estratégia fundamental era atrair os indígenas de suas aldeias para a margem dos rios e assim fundaram-se muitas localidades. Ora pela força, ora pelo etnocídio e conversão cultural. O forte contato de portugueses (brancos) com os indígenas origina o caboclo, etnia mais comum na região.

### Formação administrativa
Distrito criado com a denominação de Mocajuba, pela lei provincial nº 228, de 20-12-1853, subordinado ao Município de Cametá.
Elevado à categoria de vila com a denominação de Mocajuba, pela lei provincial nº 707, de 05-04-1872, desmembrado de Cametá com sede na antiga vila de Mocajuba constituído de um distrito sede. Instalado em 07-01-1873.
Elevado à categoria de cidade com a mesma denominação, pela lei estadual nº 324, de 06-07-1895.
Em divisão administrativa referente ao ano de 1911, o município é constituído de 2 distritos: Mocajuba e São Pedro de Viseu.
Pelo decreto estadual nº 6, de 04-11-1930, é extinto o Município de Mocajuba e anexado ao município de Baião.
Em divisão administrativa referente ao ano de 1933, o distrito de Mocajuba figura no Município de Baião.
Pela lei estadual nº 8, de 31-10-1935 é recriado o Município de Mocajuba.
Em divisões territoriais datadas de 31-12-1936 e 31-12-1937, o município é constituído de 2 distritos: Mocajuba e São Pedro do Viseu.
Pelo decreto-lei estadual nº 3131, de 31-10-1938, é extinto o distrito de São Pedro do Viseu, sendo seu território anexado ao distrito sede de Mocajuba.
No quadro fixado para vigorar no período de 1939-1943, o município é constituído apenas do distrito sede.
Pelo decreto-lei estadual nº 4505, de 30-12-1943, é recriado o distrito de São Pedro de Viseu e anexado ao município de Mocajuba.
Em divisão territorial datada de 01-07-1955, o município é constituído de 2 distritos: Mocajuba e São Pedro de Viseu, assim permanecendo em divisão territorial até a data de 01-07-1960.
Pela lei estadual nº 2460, de 29-12-1961, é criado o distrito de Manjeiro (Mangabeira) e anexado ao município de Mocajuba.
Em divisão territorial datada 31-12-1963, o município é constituído de 3 distritos: Mocajuba, Manjeiro (Mangabeira) e São Pedro do Viseu. Assim permanecendo em divisão territorial até a data de 01-01-1979.
Em divisão territorial datada de 18-08-1988, o município é constituído de 2 distritos: Mocajuba e São Pedro de Viseu (atualmente Visânia). Assim permanecendo em divisão territorial datada de 2005.

### O surgimento do município de Mocajuba
Mocajuba forma-se no Rio ou Furo Tauaré passando por diversas denominações como: Maxi, Freguesia de Mocajuba, Vila de Mocajuba e finalmente Mocajuba.
Sua emancipação como município, segundo o IBGE, data de 1895, um processo que durou dois anos até a consolidação.
Em 1853 quando a Assembleia Legislativa Provinciana, considerando a exigência do povoado de nome Maxi, criou a resolução nº 228, de 20 de dezembro do mesmo ano, dando-lhe a categoria de Freguesia.
Não obstante, o lugar não era propício para o desenvolvimento do município, diz a história oficial. Os habitantes do Maxi foram então se deslocando para uma antiga propriedade do Sr. João Machado, um dos incentivadores da mudança, que doou suas terras para que servissem de sede para o futuro município. Nessas terras existia um sítio de nome Mocajuba em perfeitas condições de servir para o desdobramento de um importante núcleo populacional, que viria a ter para invocação N. Sr.a. da Conceição, inicialmente utilizando o oratório particular de João Machado.
A mudança foi aprovada pela lei nº 271, de 16 de outubro de 1854. Conservou-se como freguesia até o ano de 1872 quando a lei nº 707, de 5 de abril, substituiu-a por vila.
A primitiva igreja matriz da vila, construção de taipa, incendiou-se antes de 1864, época em que o governo provincial determinou o prosseguimento da construção do novo templo, então em alicerces.
O decreto nº 117, de 18 de setembro, cria prefeituras de segurança em seis cidades dentre elas a de Mocajuba, em 1895, dando-lhe finalmente a legitimidade do nome original.

## Economia
Mocajuba é uma cidade economicamente, que gira bastante em torno da área da indústria de fora, da agricultura e também da área dos serviços. É uma cidade que recebe quase que todos os dias, moradores de Mocajuba que moram na zona rural e também grande parte da população da cidade de Baião, das vilas mais próximas de Mocajuba que pertencem a Cametá, Moju e Oeiras, que vem vender e também comprar produtos e gêneros alimentícios na cidade de Mocajuba. A cidade tem grande potência de compra na área farmacêutica, de supermercados e magazines.

## Geografia
Mocajuba está distante a aproximadamente 232 Km de Belém, pela rodovia estadual PA - 151. Mocajuba é a 5ª maior cidade da Região Tocantina em termo de população.
Mocajuba é também a menor cidade em tamanho territorial da Região Tocantina. É a cidade em que moram mais pessoas na zona urbana, do que na zona rural em porcentagem, pela grande procura de empregos que ficam mais fácil dentro da cidade. Mocajuba também é conhecida como cidade hospitaleira e acolhedora. É uma das cidades mais altas da região, e chega a ter uma altura de mais ou menos 30 metros de altura em relação ao rio e ao mar. O município é cortado por 5 principais estradas e rodovias em seu território, são a BR - 422, a PA - 151 que é a principal rota de entrada de Mocajuba, a PA - 256, PA - 156 e PA - 471.

## Religiosidade
Mocajuba possui várias denominações religiosas, dentre elas citaremos algumas a seguir:
- Igreja Católica - Paróquia N. Sra. da Conceição e 70 C.C. - Comunidades Cristãs.
- Igreja do Evangelho Quadrangular com 10 Congregações.
- Primeira Igreja Batista de Mocajuba - 06 Congregações e 03 Frentes Missionárias Batista.
- Igreja Evangélica Assembleia de Deus com 16 Congregações.
- Igreja Adventista do Sétimo Dia.
- Igreja Pentecostal Deus e Amor da Missão.
- Igreja Testemunhas de Jeová.
- Igreja Pentecostal Assembleia de Deus.
- Igreja Universal do Reino de Deus.
- Igreja Mundial do Poder de Deus.
- Igreja Pentecostal Unida do Brasil
- Igreja Evangélica Pentecostal Luz da Libertação - 14 Congregações.

## Evolução populacional
- 1991 - 18.496 Habitantes.
- 2000 - 20.542 Habitantes.
- 2010 - 26.731 Habitantes.
- 2022 - 27.198 Habitantes.

## Festividades culturais
As grandes manifestações culturais de Mocajuba são:
- Festival de Verão.
- Carnaval da Paz.
- Ano Novo na Praia dos Górgons.
- Dia da Bíblia (2º domingo de dezembro).
- Festival do Camarão.
- S.E.M. - Semana Estudantil Mocajubense.
- Semana da Consciência Evangélica.
- Círio e Festividade de N. Sra. da Conceição - (Centenário).
- Fest Gospel.
- Círio e Festividade de São Benedito, São José Operário, São João Batista e N. Sra. do Rosário - (Centenário em breve).
- Concurso Municipal e Intermunicipal de Quadrilhas Juninas.
- Bloco Cordão dos Linguarudos - (Centenário).
- Festival do Caranguejo - Localidade de Pesqueiro.
- Festival do Açaí - C.C. São Benedito - Bairro da Cidade Nova.
- Dia da Consciência Evangélica (Dia 31/10).

## Atrativos turísticos de Mocajuba
- Casa Blanca Recepção e Eventos
- Praia dos Górgons.
- Prainha.
- Praia do Zizi.
- Ilha e Praia do Camaleão.
- Mercado Municipal Miguel Dias de Almeida.
- Praça do C.A.C. - Conjunto Arquitetônico da Conceição.
- Ginásio Poliesportivo Irmã Vieira.
- Chácara Vitória.
- Igarapé Lagoa Azul - Comunidade de Baratinha
- Calçadão da Beira Rio.
- Trapiche Municipal.
- Praça Rodolfo Bacha.
- Rio Cairarí - Localidade de Novo Vale.
- Rio Tambaí Açu - Vila São Luis.
- Vila de Merajuba.

## Bairros de Mocajuba
Os bairros de Mocajuba em ordem alfabética são:
1. Bairro do Arraial.
2. Bairro Cidade Nova.
3. Bairro Centro.
4. Bairro da Campina.
5. Bairro da Caixa D'Água.
6. Bairro da Fazenda.
7. Bairro Ipixuna.
8. Bairro Monte Alegre.
9. Bairro Novo.
10. Bairro Novo Horizonte.
11. Bairro da Pedreira.
12. Bairro da Pranchinha.
13. Bairro Ypê Amarelo I.
14. Bairro Ypê Amarelo II.

## Estrutura urbana

### Agências bancárias
Mocajuba conta com as seguintes agências bancárias:
- Agência Banco do Brasil - Mocajuba;
- Agência Bradesco - Mocajuba;
- Agência Banco do Estado do Pará - Banpará;
- Agência Sicredi - Mocajuba.

Mocajuba conta com os seguintes correspondentes bancários:
- 1 - Loterias Caixa - Caixa Econômica Federal;
- 1 - Banco Postal (Correios) - Banco do Brasil;
- 6 -  Bradesco Expresso - Banco Bradesco.

### Educação

#### Escolas de ensino infantil
Mocajuba conta hoje com 68 escolas municipais de ensino infantil, 3 na zona urbana:
- E.M.E.I. Sementinha do Futuro - (Bairro Monte Alegre).
- E.M.E.I. Sementinha do Futuro II - (Bairro da Pranchinha).
- E.M.E.I. Sementinha do Futuro III - (Bairro Novo).

#### Escolas de ensino fundamental
Mocajuba dispõe hoje de:
- 75 escolas municipais de ensino fundamental em todo o município, na zona urbana são 12, as cinco principais da cidade são:
- E.M.E.F. Almirante Barroso - (mais antiga).
- E.M.E.F. Nossa Senhora Auxiliadora.
- E.M.E.F. Dep. Abel Figueiredo.
- E.M.E.F. Padre Pedro Hermans.
- E.M.E.F. Regina Sabá Costa.

#### Escolas de ensino médio
Mocajuba conta com duas escolas de ensino médio:
- Escola Est. de Ensino Médio Prof. Isaura Baía;
- Escola Est. de Ensino Médio Benedita Marilda da Silva Braga.

#### Escolas particulares
Mocajuba conta com quatro escolas particulares:
- C.I.M. - Centro Integrado Millenium;
- C.E.C. - Centro Educacional Construir;
- M.E.S.T. - Centro Educacional e Profissionalizante;
- C.E.I.C. - Centro Educacional Imaculada Conceição;

#### Universidades
Mocajuba conta com uma universidade pública:
- UFPA - Universidade Federal do Pará - Polo Mocajuba;

Mocajuba conta com quatro universidades particulares:
- UNAMA - Polo Mocajuba;
- UNINTER - Polo Mocajuba.
- UNIASSELVI - Polo Mocajuba.
- UNOPAR - Polo Mocajuba.

#### Bibliotecas
Mocajuba conta com uma biblioteca pública:
- Biblioteca Pública Municipal Cléoson Sousa.

#### P.I.S.D. - Projeto de Inclusão Social e Digital – gratuito
- P.I.S.D. - Leomarina Benassuly.

### Praças
Mocajuba possui as seguintes praças:
- Praça do CAC - Conjunto Arquitetônico da Conceição.
- Praça Rodolfo de Almeida Bacha.
- Praça do Mercado Municipal Miguel Dias de Almeida.
- Praça São Vicente de Paulo - (Pça. do Terminal).
- Praça N. Sra. do Rosário.
- Praça N. Sra. Aparecida.
- Praça dos Estudantes.
- Praça da Bíblia.

### Principais avenidas, ruas, travessas e estradas
Avenidas:
- Avenida João Machado - (maior da cidade).
- Avenida XV de Novembro.
- Avenida Siqueira Mendes.
- Avenida Manoel de Souza Furtado.
- Avenida Getúlio Vargas.

Ruas:
- Rua João Alfredo.
- Rua José Bonifácio.
- Rua Deusdeth de Oliveira.
- Rua Lauro Sabá.
- Rua Batista.
- Rua Benjamin Constant.
- Rua Euclides Moreira Pontes.
- Rua Nova José Dias Pimentel.
- Rua Amado Maia.
- Rua N. Sra. das Graças.

Travessas:
- Travessa 7 de Setembro.
- Travessa Teófilo Otoni.
- Travessa Miguel Dias de Almeida.
- Travessa Betel.
- Travessa Alexandre de Castro.
- Travessa Raimundo Cunha.
- Travessa Humberto Martins.
- Travessa João Ribeiro.
- Travessa Lauro Sodré.
- Travessa Domingos Valente.
- Travessa José Joaquim dos Santos.
- Travessa Perpétuo Socorro.

Estradas e Rodovias:
- Estrada da Prainha.
- Estrada do Acapuquara.
- Estrada do Guariba.
- Rodovia Magalhães Barata.

### Saúde
Na área da saúde Mocajuba conta com:
- 1 Hospital Municipal - Maria do Carmo Gomes.
- 1 Central do SAMU 192 - Mocajuba.
- 1 Centro de Saúde.
- 1 Laboratório Municipal de Análises Clínicas.
- 6 E.S.F. (Estratégia Saúde da Família) na Zona Urbana.
- 7 E.S.F. (Estratégia Saúde da Família) na Zona Rural.
- 1 Odonto Móvel.
- 1 CAPS - Centro de Atenção Psico - Social.
- 1 C.R.F. - Centro de Reabilitação e Fisioterapia Municipal.
- 1 Laboratório Municipal de Prótese Dentária.

### Segurança
Na área da segurança Mocajuba conta com:
- C.R.R.Moc. - Centro de Recuperação Regional de Mocajuba.
- 1 - Quartel da Polícia Militar.
- 1 - Delegacia de Polícia Civil.
- 1 - U.I.P.P. (Unidade Integrada Pró-Paz).
- 1 - Secretaria de Segurança, Cidadania e Mobilidade Urbana

### Transportes
Na área dos transportes Mocajuba conta com:
- 1 - T.R.M. - Terminal Rodoviário de Mocajuba.
- 1 - T.H.M. - Terminal Hidroviário de Mocajuba.
- 1 - Terminal de Balsa e de Cargas.
- 3 - Terminais de Cargas.
- 2 - Terminais Particulares.

## Mercado Municipal de Mocajuba
O Mercado Municipal de Mocajuba, é o maior e mais grandioso mercado público da Região do Baixo Tocantins. Seu nome original é: Mercado Municipal de Mocajuba - Miguel Dias de Almeida. O Merca Shopping como é conhecido, tem mais de 300 lojas em todo o complexo de venda de mais de 8.000 metros quadrados
Foi iniciado e inaugurado no governo do ex-prefeito Wilde Leitte Colares, e levou 12 anos para ser concluído. Durante vários anos, as obras do mercado municipal foram paralisadas por prefeitos da época, e foi entregue do dia 31 de Maio de 2008, com muita festa e com a presença de diversas autoridades políticas e com mais de 20 mil pessoas presentes.

## Comunicação

### Emissoras de televisão de Mocajuba
- TV Liberal - Canal 20.1 - (Retransmitida de Belém).
- TV STM - Canal 13.1 - Afiliada ao SBT Pará – SBT.
- Rede Cultura do Pará - Canal 10 - (Retransmitida de Belém).

### Emissoras de rádio de Mocajuba
- Rádio Cidade FM - (Mocajuba) - 92.3 FM.
- Rádio Comunitária Mocajuba FM - 104.9 FM.

### Telefonia móvel e fixa
Mocajuba conta com a cobertura de três operadoras de telefonia móvel:
- Claro Telefonia Móvel S/A.
- TIM Telefonia Móvel S/A.
- Vivo Telefonia Móvel S/A.

Mocajuba conta com a cobertura de uma operadora de telefonia fixa:
- Oi Telefonia Fixa S/A.